# Sans toi (chanson de Martine Clémenceau)
Pour les articles homonymes, voir Sans toi.
Chansons représentant la France au Concours Eurovision de la chanson
Comé-comédie
(1972) Et bonjour à toi l'artiste
(1975)
Sans toi est une chanson composée et écrite par Paul Koulak et Ann Grégory, interprétée par Martine Clémenceau, pour représenter la France au Concours Eurovision de la chanson 1973 qui se déroulait à Luxembourg.
La chanson a également été enregistré en allemand, sous le titre Immer (« Toujours »).

## Thème des paroles
C'est une ballade dramatique, dont les paroles traitent d'une femme qui exprime ses sentiments face à un amoureux qui la quitte : « J'ai le ciel dans mes mains / C'est le vide, le vide autour de moi / Sans toi ».

## À l'Eurovision
Elle est intégralement interprétée en français, langue nationale, le choix de langue étant toutefois libre de 1973 à 1976. L'orchestre est dirigé par Jean Claudric.
Sans toi est la seizième chanson interprétée lors de la soirée, après Power to All Our Friends interprétée par Cliff Richard qui représentait le Royaume-Uni et avant Ey sham (en) interprétée par Ilanit qui représentait Israël. Elle a terminé à la 15e place sur 17 chansons, avec 65 points,.
L'année suivante, la France se retirera du concours à la suite du décès du président Georges Pompidou le 2 avril 1974. La France reviendra au Concours Eurovision de la chanson en 1975.

## Liste des titres
| A1. | Sans toi   | Ann Grégory      | Paul Koulak | 2:57 |
| B1. | L'Arlequin | Catherine Desage | Francis Lai | 2:53 |

## Historique de sortie
| Pays                      | Date | Format   | Label   |
| ------------------------- | ---- | -------- | ------- |
| France Allemagne Portugal | 1973 | 45 tours | Barclay |